# Rashgún
Rashgún (en árabe, رشقون Rashqūn; en amazig, Recgun o Arecgun; en francés, Rachgoun), conocida en español en el siglo XVI como Risgol es una pequeña localidad perteneciente al municipio de Beni Saf, en la wilaya de Ain Temushent, en el oeste de Argelia.
Es una pequeña ciudad costera en la desembocadura del wadi Tafna, a 7 km al oeste de la ciudad principal y frente a la isla también llamada Rashgún o isla Limacos situada 2 km al norte.
El pueblo costero está organizado en torno a dos playas. La playa de Rashgún atravesada por el arroyo que desemboca en ella y, más al este, la playa de Madrid, una pequeña cala separada por un promontorio rocoso.

## Historia
El área tiene relevancia arqueológica; en el actual Rashgún se ubicaba un asentamiento púnico. Fueron particularmente importantes las excavaciones dirigidas por Serge Lancel. Rashgún se encuentra cerca de Siga, la capital del antiguo reino numidio de Sifax. Fue un puerto destacado durante la época ziyánida.
En 1836, los franceses instalaron una guarnición en la isla, así como un establecimiento militar en la orilla derecha de la desembocadura del Tafna.